# Rimskij-Korsakov (film)
Rimskij-Korsakov (Римский-Корсаков) è un film del 1953 diretto da Grigorij L'vovič Rošal' e Gennadij Kazanskij.

## Trama
La pellicola ripercorre la vita del compositore russo Nikolaj Andreevič Rimskij-Korsakov.